# Carlos García Cortázar
Carlos García Cortázar (Santander, Cantabria, 5 de febrero de 1978), también conocido simplemente como Carlos García, es un actor y cantante español.

## Biografía
En 1998 inicia sus estudios de Arte Dramático en la Escuela del Palacio de Festivales de Cantabria. En esta época monta la compañía teatral La Jaula con su compañero Agus Ruiz. Tres años después decide mudarse a Madrid con la intención de seguir formándose como actor y estudia en la Escuela de Interpretación de Juan Carlos Corazza hasta 2005.
Comienza trabajando en varios spots publicitarios y más tarde consigue personajes episódicos en varias series de televisión. También se estrena en el cine interpretando a un neonazi en la película Tánger.
Sin embargo, el auténtico despegue de su carrera llega en 2007 a raíz de su interpretación del espía Fernando Solís en el exitoso serial de época de TVE-1 Amar en tiempos revueltos. Con este rol, protagoniza la  tercera temporada de la serie, además del especial Flores para Belle, y aparece brevemente en la cuarta temporada. A este papel seguiría su intervención como galán protagonista en Mi gemela es hija única, cancelada sin final al poco tiempo de su estreno.
En 2009 protagoniza la primera temporada de Padre Medina, la versión para Canal Sur de la premiada serie gallega Padre Casares, en la que interpreta al joven cura Paulino Medina. La serie emite su segunda temporada a partir de enero de 2010. 
También participa en la TV-movie La Duquesa, en la miniserie Crematorio —en la que da vida al protagonista en su juventud—, y hace una colaboración en la segunda temporada de  Los misterios de Laura.
En 2011 graba Homicidios, una serie de tema policíaco para Telecinco, en la que interpreta a uno de los miembros de la unidad especial protagonista: el inspector Alonso Izquierdo. En 2012 se incorpora durante unos meses al serial de Antena 3 Bandolera, en el papel del capitán de la Guardia Civil Emilio Roca. Al año siguiente, reaparece como Fernando Solís en Amar es para siempre, interpreta a un villano en Gran Hotel y rueda la miniserie biográfica El rey. En 2014 se incorpora a Velvet con el personaje de Antonio  e interviene en varios episodios de la comedia diaria  Ciega a citas.
En teatro destaca su intervención en el montaje de El zoo de cristal (2014), de Tennessee Williams, junto a Silvia Marsó, con buenas críticas . En 2016 regresa a la televisión con la serie Seis hermanas.

## Vida personal
Tiene un hijo nacido en 2013 con la también actriz Esmeralda Moya, con quien estuvo casado entre 2012 y 2017.

## Filmografía

### Televisión
- Un paso adelante, un episodio: Romeo y Julieta (2003)
- Cuéntame como pasó, tres episodios: La primera piedra, Los camaradas y Mar gruesa (2003)
- Paco y Veva, como Perico (2004)
- Los Serrano, un episodio: La mirada del tigre (2004)
- Los 80, como Roque (2004)
- El comisario, como Tomás (2004)
- Hospital Central, un episodio: El gas de la risa (2005)
- Con dos tacones, como Cristian (2006)
- Amar en tiempos revueltos, como Fernando Solís (2007-2009)
- Especial Amar en tiempos revueltos: Flores para Belle, como Fernando Solís (2008)
- Mi gemela es hija única, como Rafael Cazorla (2008)
- Padre Medina, como Padre Paulino Medina (2009-2010)
- La duquesa, como Pepe Luis Vázquez. Miniserie (2010)
- Crematorio, como joven Rubén Bertomeu (2011)
- Los misterios de Laura, dos capítulos: El misterio de los diez desconocidos I y II, como Francisco Quiroga (2011)
- Homicidios, como Alonso Izquierdo (2011)
- Bandolera, como Emilio Roca (2012)
- Gran Hotel, como Ezequiel (2013)
- Amar es para siempre, como Fernando Solís/Roberto Setién (2013)
- Velvet, como Antonio (2014)
- El rey, como Alfonso de Borbón y Dampierre (2014)
- Ciega a citas, como Xavi (2014)
- Seis hermanas, como Padre Julián (2016)
- La verdad, como Pedro (2018)
- Hospital Valle Norte, como Antonio Echegaray Robira (2019)

### Largometrajes
- Tánger, reparto. Dir. Juan Madrid (2003)
- Sara, reparto. Dir. David Pellón (2007)

### Cortometrajes
- El director. Dir. Miguel Bardem (2005)
- Quedar para.... Dir. Íñigo Cavia de la Torre y Adolfo García Díez (2011)

### Teatro
- Pasacalles mitológico, con la compañía Vindio (1999)
- Memorial, con la compañía La Jaula (1999)
- Latidos, con la compañía de danza Belín Cabrillo (1999)
- Bodas de sangre, con la compañía La Jaula (1999)
- Piratas del Mediterráneo, con la compañía Mimos (2000)
- El eco de los tambores, con la compañía La Jaula (2000)
- La Isla, como John; con la compañía La Jaula (2001)
- Divinas palabras, en la Escuela de Arte Dramático de Santander (2001)
- Bogando (2001)
- Ensayando un Brecht, en el Taller Estudio Corazza (2005)
- La Isla, como John; con Teatro Sin Red (2012)
- El zoo de cristal, como Jim (2014-16)

### Documentales
- Hécuba, un sueño de pasión. Dir. Arantxa Aguirre y José Luis López-Linares (2006)

### Publicidad
- Spot de Durex.
- Águila Amstel
- Amena
- Videoclip Conversación, habitación de La Fuga.

## Música
Con nueve años ya estudiaba piano y solfeo en el Conservatorio y a los quince crea su primera banda de rock, con la que compone sus primeras canciones y se estrena dando conciertos en garitos de la capital santanderina. Más tarde formará parte de otras bandas de punk-rock, punk y reggae. En 2004 crea, junto a tres amigos, una banda de rock (Días Extraños), de la que es voz, guitarra y principal letrista hasta la separación del grupo en 2010. En 2016 vuelve a los escenarios con el dúo Fantini.

## Premios y nominaciones
- Nominado a una Ninfa de Oro al mejor actor de drama en el Festival de Televisión de Montecarlo por Amar en tiempos revueltos (2008)